# Тупокришник
Тупокришник (Amblystegium) — рід мохів родини Amblystegiaceae. Рід був описаний у 1853 році Вільгельмом Філіпом Шімпером. Рід має космополітичне поширення.
Види:
- Amblyaspis belus
- Amblyaspis prorsa
- Amblyaspis roboris
- Amblyaspis scelionoides
- Amblystegium serpens
- Amblystegium tenax
- Amblyaspis tritici